# Waldemar Markert
Waldemar Markert (* 1959?; † 26. April 2011 in Aschaffenburg) war ein deutscher Poolbillardspieler. Er war drei Mal Deutscher Einzel-Meister in der Disziplin 14/1 endlos und wurde 1990 Vize-Europameister.

## Karriere
Seinen ersten großen Erfolg erreichte Markert bei der Deutschen Meisterschaft 1978, als er Deutscher Meister im 14/1 endlos wurde. Bereits ein Jahr zuvor gewann er Bronze in dieser Disziplin. 1979 gewann er erneut Bronze im 14/1 endlos, 1980 wurde er Deutscher Meister. Anschließend gewann er fünf Jahre lang keine Medaille bei einer Deutschen Meisterschaft, ehe er 1985 Zweiter im 8-Ball wurde, nachdem er das Finale gegen seinen späteren Teamkollegen Norbert Lang verlor. 1988 wurde Markert zum dritten und letzten Mal Deutscher Meister. Er gewann im Finale gegen Rolf Alex, mit dem er später Deutscher Mannschaftsmeister wurde. 1989 wurde er mit dem PBC Karlsruhe, unter anderem mit Lang und Alex Deutscher 8-Ball-Mannschaftsmeister. Bei der Europameisterschaft 1990 wurde Markert Zweiter, nachdem er das Finale gegen Oliver Ortmann verlor. Im gleichen Jahr gewann er zudem bei der Deutschen Meisterschaft seine letzte Medaille; Silber im 14/1 endlos. Mit dem PBC Karlsruhe wurde er zudem 1991 und 1993 Deutscher Meister der neu eingeführten Poolbillard-Bundesliga.
Am 26. April 2011 starb Waldemar Markert an den Folgen eines Herzinfarkts. Bis kurz vor seinem Tod spielte er beim BSV Miltenberg in der Regionalliga.